# Schlagring

Ein nietenbewehrter Stahl-Schlagring

Ein Schlagring ist eine für den Nahkampf angepasste Handwaffe, die aus einem Griff besteht, durch die die Finger der Faust gesteckt werden. Schlagringe fallen im Allgemeinen unter die Schlagwaffen, da sie bei ihrer Verwendung nicht in den Körper eindringen. Wenn sie mit längeren Stacheln oder Klingen ausgestattet sind, fallen sie auch unter die Hiebwaffen, da sie bei ihrer Verwendung den Körper penetrieren.

## Beschreibung
Ein Schlagring wird aus Metall, Holz, Horn oder Kunststoffen wie Plexiglas gefertigt. Im Kampf werden Schlagringe zur Verstärkung der Faust genutzt, indem sie die Kraft des Faustschlags auf eine härtere und kleinere Kontaktfläche konzentrieren. Dies führt beim Ziel des Schlages zu einer größeren Verletzungswirkung auf Gewebe und getroffene Knochen. Der verlängerte und abgerundete Griff der Handfläche verteilt auch die Gegenkräfte, die sonst hauptsächlich von den Fingern des Angreifers aufgenommen würden, über eine größere Fläche in der Faust des Angreifers, wodurch dessen Verletzungsrisiko sinkt. Zur Steigerung des Verletzungspotentials kann die Außenseite des Schlagringes mit Nieten versehen sein, angebrachte Spitzen aufweisen oder im Knöchelbereich verstärkt sein. Schlagringe sind verhältnismäßig klein und leicht in der Kleidung zu verbergen.
Schlagringe wurden und werden bereits seit der Zeit der Urvölker benutzt. Hierbei gibt es verschiedene Varianten: So wurden Schlagringe aus Metall, Holz oder aus verflochtenen und versteiften Schnüren, in denen Tierzähne angebracht wurden, gefertigt.

## Geschichte

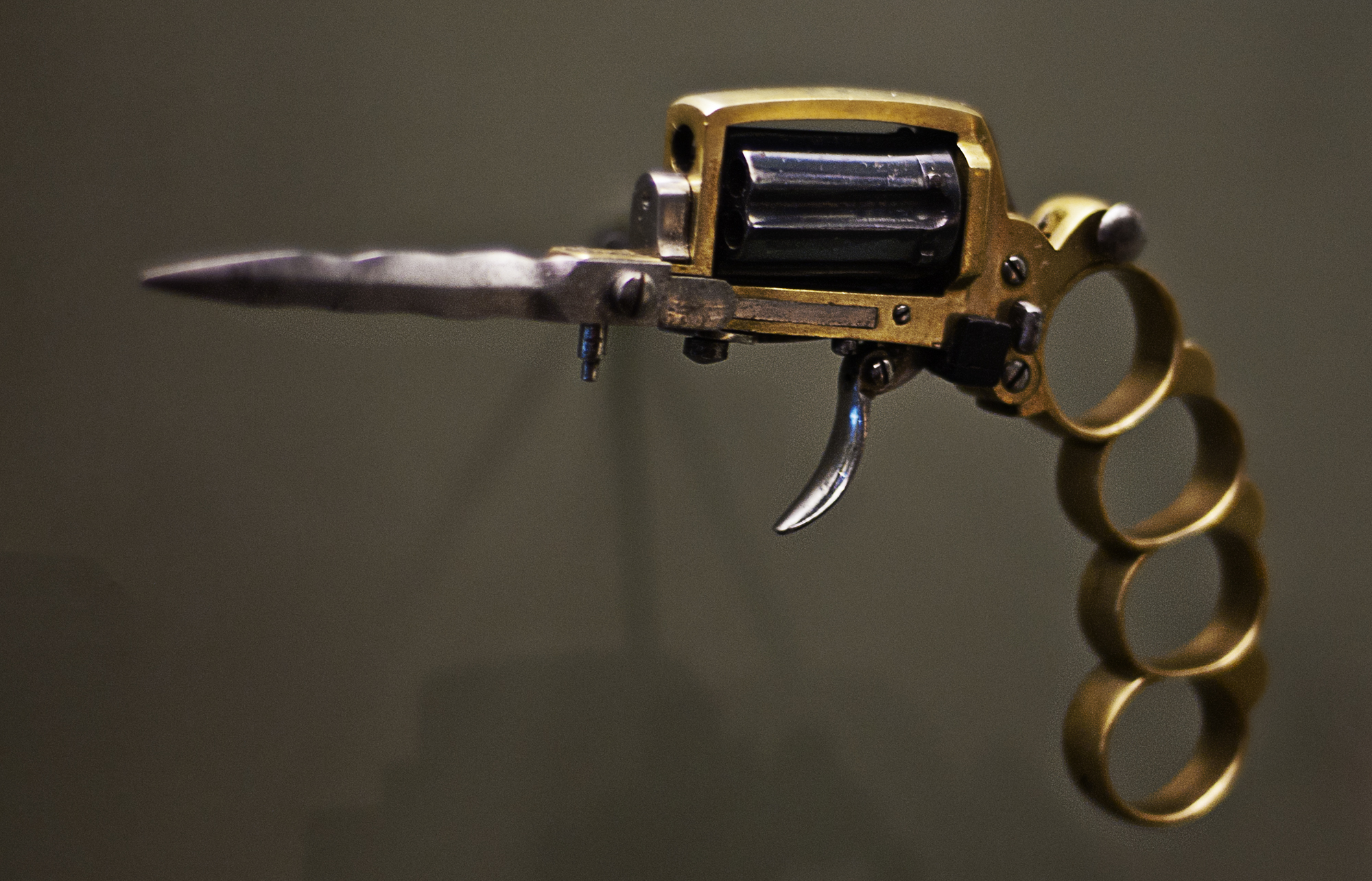
Apache-Revolver mit Schlagringgriff und Messer (Curtius Museum, Lüttich, 2011)

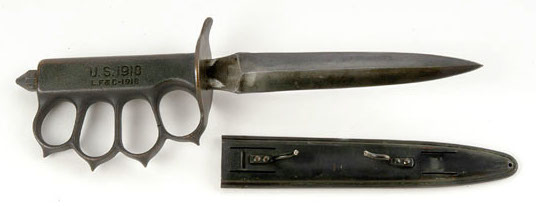
Grabenmesser Mark I mit Schlagringgriff

Schlagringe oder Schlagringwaffen sind seit dem Altertum weltweit verbreitet. In Indien wurden sie in der Kampftechnik Vajra mushti verwendet, die seit dem 12. Jahrhundert aus der Manasollasa überliefert ist. Die Nihang-Kriegerkaste der Sikhs verwendeten mit den Sher Panja im 18. Jahrhundert eine Variante der Schlagringe. Im Sezessionskrieg (1861–1865) waren in den Vereinigten Staaten Schlagringe aus Gusseisen, Messing, Blei und Holz verbreitet. Soldaten kauften solche aus Gusseisen oder Messing. Wenn sie sich diese nicht leisten konnten oder wollten, schnitzten sie sich eigene aus Holz oder gossen Schlagringe im Sandformverfahren aus eingeschmolzenen Bleigeschossen.
Ende des 19. Jahrhunderts wurden die Griffe verschiedener Pistolen um die Funktion als Schlagwaffe erweitert, wie z. B. bei dem im späten 19. bis frühen 20. Jahrhundert unter französischen Kriminellen beliebten Apache-Revolver.
Während des Ersten Weltkriegs gab die US-Armee zwei verschiedene Schützengrabenmesser mit Schlagringgriff heraus, das US-Modell 1917 und das US-Modell 1918 Mark I. Schlagringe und Schlagringmesser wurden zu dieser Zeit auch in England hergestellt und von britischen Soldaten privat gekauft. Bis zum Zweiten Weltkrieg waren Schlagringe und Schlagringmesser sowohl bei amerikanischen als auch bei britischen Soldaten recht beliebt. Die Grabenmesser des Modells 1918 wurden wieder an amerikanische Fallschirmjäger ausgegeben. Britische Kommandos hatten ein eigenes „Death’s Head“-Schlagringmesser mit einem totenkopfförmigen Messinggriff.

## Rechtliches
Schlagringe sind in Deutschland (§ 2 Abs. 3 i. V. m. Anlage 2 Abschnitt 1 Nr. 1.3.2 WaffG), in Österreich (§ 17 Abs. 1 Z 6 WaffG) und in der Schweiz (Art. 4 Abs. 1 Bst. d und Art. 5 Abs. 1 Bst. d WG) verboten.